# 克里斯·埃里克森
克里斯·埃里克森（英語：Chris Erickson，1981年12月1日—），澳大利亚男子田径运动员。他曾代表澳大利亚参加2006年和2010年英联邦运动会田径比赛，其中2006年英联邦运动会获得男子50公里竞走铜牌。